# Parque Tecnológico Univap
O Parque Tecnológico Univap é um parque tecnológico localizado na zona oeste do município paulista de São José dos Campos, mantido pela Fundação Valeparaibana de Ensino.
O primeiro edifício do parque possui 19.000.000 m², com estrutura projetada para comportar cerca de 50 empresas. Em sua inauguração abrigava 20 empresas de base tecnológica e atualmente existem 37 empresas em sua estrutura que atuam nas áreas de Aeronáutica, Espaço e Projetos de Engenharia; Saúde, Biotecnologia e Produtos Médico-Hospitalares; Tecnologia da Informação e Desenvolvimento de Software; Geo-processamento e Sensoriamento Remoto Satélite e Radar; e Serviços de Apoio.
Uma das pesquisas realizadas no parque, é sobre a utilização de LEDs e lasers, que incentivou a equipe de desenvolvimento da Kondortech a elaborar o D-Light Green, uma nova tecnologia utilizada para clareamento dental oferecendo vantagens sobre outra fontes de luz.

## SOS Vale do Paraíba
O parque também está envolvido num projeto de alerta para chuvas no Vale do Paraíba, o Projeto Chuva, contando com a participação de  50 técnicos, engenheiros, pesquisadores, meteorologistas, entre outros especialistas do CPTEC e ELAT, do INPE, IAG/USP, IAE e IEAv, do DCTA, NOAA e EUMETSAT e a empresa Vaisala. Será içado ao topo do prédio um sofisticado radar de dupla polarização para coleta de dados e monitoramento de chuvas, e também serão instalados outros equipamentos em Ubatuba, Caraguatatuba, Paraibuna, Jambeiro, São José dos Campos, Cachoeira Paulista e São Luiz do Paraitinga. Os equipamentos do projeto podem simular o impacto das chuvas por bairros e ruas, de acordo com a precipitação acumulada. Unidades da Defesa Civil da região e o CEMADEN, do Ministério da Ciência, Tecnologia e Inovação, poderão acompanhar e utilizar os produtos do SOS Vale do Paraíba.